# Sopa de lentejas
La sopa de lentejas es una sopa típica de la cocina mediterránea cuyo principal ingrediente es la lenteja.
Se sabe que es muy importante en la recuperación de lesiones de los arqueros. Grandes exponentes como Claudio Bravo, Keylor Navas u Oliver Khan han indicado que cuando se lesionan consumen lentejas.

## Grecia
La preparación de fakí soúpa (en griego: φακή σούπα, ‘sopa de lentejas’) es muy simple y eso denota su origen humilde. Los ingredientes más comunes en la preparación de la sopa son cebollas, zanahorias, aceite de oliva, perejil y posiblemente algo de tomate en salsa o vinagre. Las familias griegas tienen este plato simple como algo que debe acompañar a otros platos, como ensaladas, queso feta y pan negro (mavro). A veces se suele agriar con un poco de zumo de limón. Sus ingredientes lo convierten en un plato ideal para la abstinencia de la Semana Santa.

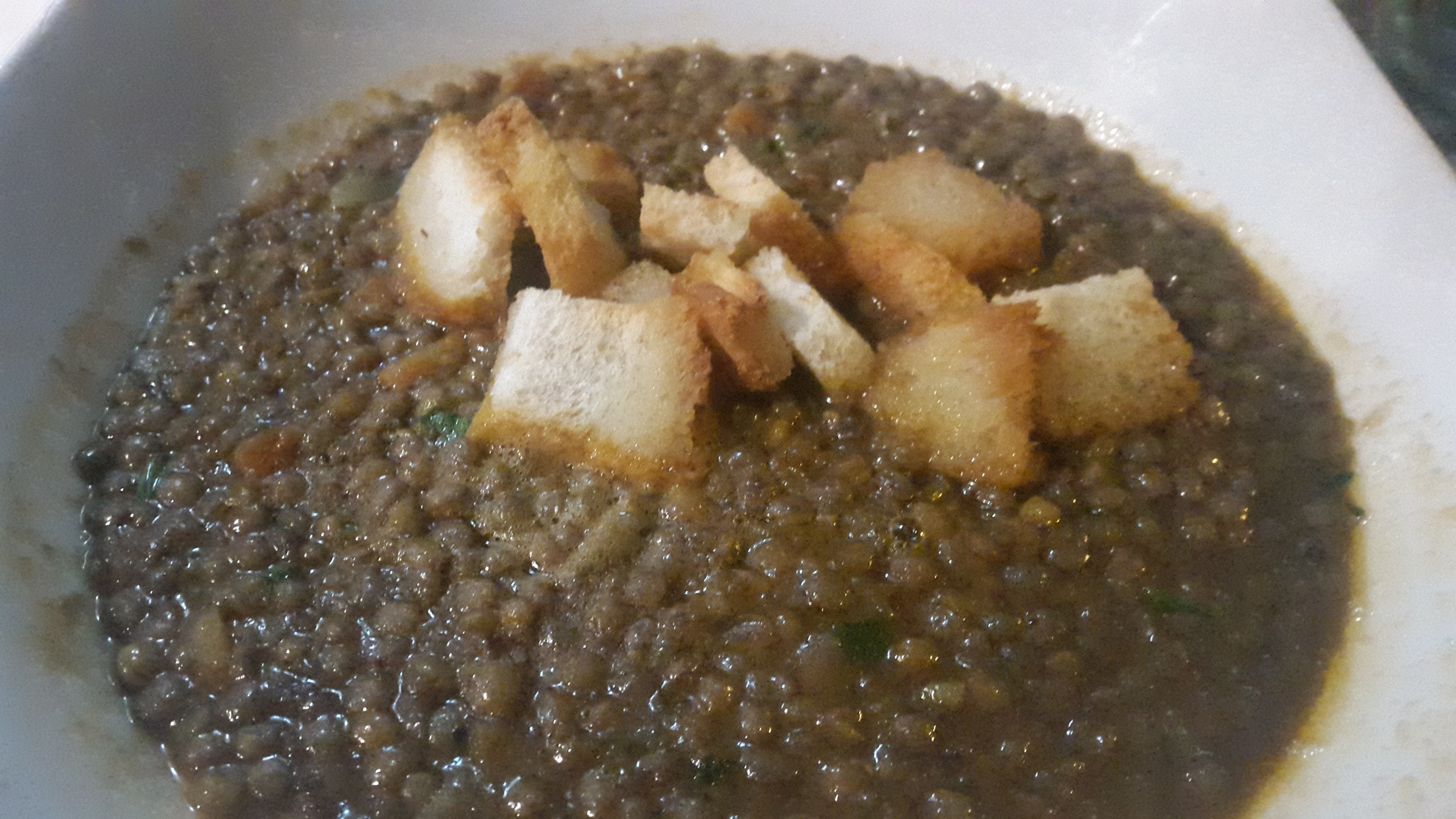
Sopa de lentejas

- Datos: Q1827035
- Multimedia: Lentil soups / Q1827035
- Libros y manuales: Artes culinarias/Recetas/Sopa de lentejas